# Маковиця (Малопольське воєводство)
Маковиця (пол. Makowica) — село в Польщі, у гміні Ліманова Лімановського повіту Малопольського воєводства.
Населення — 226 осіб (2011).
У 1975-1998 роках село належало до Новосондецького воєводства.

## Демографія
Демографічна структура станом на 31 березня 2011 року:
|          | Загалом | Допрацездатний вік | Працездатний вік | Постпрацездатний вік |
| -------- | ------- | ------------------ | ---------------- | -------------------- |
| Чоловіки | 116     | 34                 | 77               | 5                    |
| Жінки    | 110     | 25                 | 66               | 19                   |
| Разом    | 226     | 59                 | 143              | 24                   |